# Косиловский сельский округ (Московская область)
Косиловский сельский округ — упразднённая административно-территориальная единица, существовавшая на территории Шаховского района Московской области в 1994—2006 годах.
Косиловский сельсовет был образован в первые годы советской власти. В 1922 году он числился в составе Серединской волости Волоколамского уезда Московской губернии.
В 1925 году из Косиловского с/с был выделен Крутовский с/с, но уже в 1926 году он был присоединён обратно.
В 1927 году из Косиловского с/с был выделен Большекрутский с/с.
В 1926 году Серединский с/с включал 5 населённых пунктов — Косилово, Большое Крутое, Малое Крутое, Левкиево и Спасс-Верхорузский.
В 1929 году Косиловский с/с был упразднён, а его территория передана в Архангельский с/с.
14 июня 1954 года Косиловский с/с был восстановлен в составе Шаховского района Московской области путём объединения Куркинского и Новоалександровского с/с.
8 августа 1959 года из Волочановского с/с в Косиловский было передано селение Варварино.
1 февраля 1963 года Шаховской район был упразднён и Косиловский с/с вошёл в Волоколамский укрупнённый сельский район.
11 января 1965 года Шаховской район был восстановлен и Косиловский с/с вновь вошёл в его состав.
28 января 1977 года центр Косиловского с/с был перенесён в селение Дубранивка.
25 октября 1984 года к Косиловскому с/с был присоединён Николо-Дуниловский сельсовет.
3 февраля 1994 года Косиловский с/с был преобразован в Косиловский сельский округ.
В ходе муниципальной реформы 2005 года Косиловский сельский округ прекратил своё существование как муниципальная единица. При этом деревня Впаварино вошла в Сельское поселение Степаньковское, а остальные населённые пункты — в Сельское поселение Серединское.
29 ноября 2006 года Косиловский сельский округ исключён из учётных данных административно-территориальных и территориальных единиц Московской области.